# Проблема 100000 лет

Среднее из нескольких образцов δ^{18}O для температуры за последние 600 000 лет

Проблема 100 000 лет  (англ. 100,000 year problem) — несоответствие между геологической историей температур и количеством солнечной радиации, которую получает Земля (инсоляцией Земли). Последняя растёт и падает в соответствии с изменениями в интенсивности радиации, которую излучает Солнце, расстояния от Земли до Солнца и наклона оси вращения Земли по отношению к орбите. Однако переходы между ледниковыми и межледниковыми эпохами, которые происходят с периодичностью около 100 000 лет, не коррелируют с этими факторами.
Учитывая изменения в орбите Земли, величина инсоляции колеблется циклами, близкими к 21 000, 40 000, 100 000 и 400 000 лет. Изменения в количестве полученной солнечной энергии вызывают изменения климата Земли и общепризнанны как ключевой фактор начала и прекращения оледенения. Изотопный анализ показывает, что доминирующая периодичность реакции климата на смену инсоляции составляет около 100 000 лет, однако орбитальное влияние в этот период незначительно.

## Реконструкция климата в прошлом

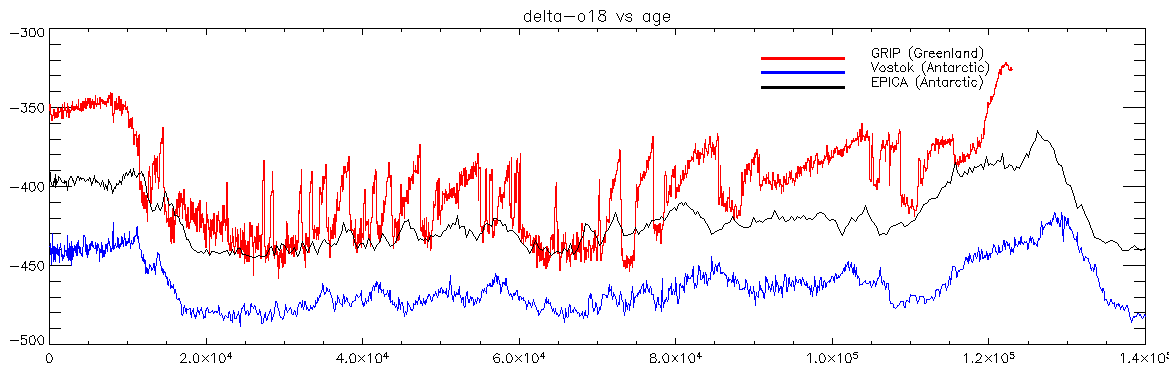
Значение δ^{18}O для последних 120 000 лет

Прошедшие климатические данные, особенно в отношении температуры, могут быть достаточно надёжно получены при изучении отложений осадков, хотя и не с той точностью, которые дают современные инструменты для современной температуры. Одним из самых полезных индикаторов является распределение изотопов кислорода, который называется δ18O. Это распределение зависит преимущественно от количества воды, замороженной в кризисе, и абсолютной температуры планеты, и позволяет построить временную шкалу морских изотопных стадий.

## Сравнение записей
Измерения δ18O в воздухе (из ледяных кернов добытых на станции «Восток») и в морских отложениях сравнили с оценкой солнечной инсоляции, которая должна иметь влияние и на температуру, и на объём льда. Николас Шеклтон (англ. Nicholas Shackleton) орбитально согласовал значение δ18O из воздуха антарктических ледниковых отложений (то есть он уточнил шкалу значений, чтобы она соответствовала гипотезе об орбитальном влиянии) и использовал спектральный анализ для идентификации и выделения того компонента данных, который в такой интерпретации может быть определён как линейная (прямо пропорциональная) реакция на орбитальное влияние. Остаточный сигнал при сравнении с остатком при аналогичном согласовании данных об изотопах в морском керне позволил ему оценить пропорцию сигнала, который можно отнести на объём льда, к остатку (с учетом влияния эффекта Доула), который относится на воздействие изменения температуры глубин океана.
Было установлено, что составляющая 100 000 лет в изменении объёма льда на планете соответствует данным об уровне океана, установленным на основе определения возраста кораллов, и отстаёт на несколько тысяч лет от изменений эксцентриситета орбиты, как и предполагалось, если считать эксцентриситет орбиты механизмом стимуляции. При дегляциации в данных появляются значительные нелинейные «скачки», хотя периодичность в 100 000 лет не является наиболее значимой периодичностью в этих данных «только» об объёме льда. Данные только о температуре глубин океана показывают, что она колеблется в прямой зависимости от эксцентриситета орбиты, как собственно и температура Антарктики и количество CO2 в атмосфере. Итак, эксцентриситет вероятно имеет прямой геологически-немедленный эффект на температуру воздуха, глубину океана и на концентрацию двуокиси углерода в воздухе. Шеклтон сделал вывод: «Влияние эксцентриситета орбиты на палеоклиматических данные вероятно начинается с его влияния на концентрацию атмосферного CO2». Механизм, вызывающий эти циклические изменения температуры, остаётся одним из основных вопросов проблемы 100 000 лет.

## Гипотезыдля объяснения проблемы
Поскольку периодичность в 100 тысяч лет определяет климат только последний миллион лет, существует недостаточно информации, чтобы определить частоту компонентов эксцентриситета с использованием спектрального анализа. Это затрудняет надёжное определение важных долговременных трендов, хотя спектральный анализ значительно более длинных палеоклиматических данных, таких как морские керны Л. Лизицьки и М. Раймо и композитные изотопные данные Джейсма Захоса, помогает разместить последний миллион лет среди данных о значительно более длинном временном отрезке. Из-за такого недостатка информации до сих пор не существует чёткого доказательства о механизме, который отвечает за такую периодичность 100 000 лет, несмотря на существование нескольких приемлемых гипотез.

### Климатический резонанс
Этот механизм может быть внутренним по отношению к Земле. Климатическая система Земли может иметь естественную резонансную частоту около 100 тыс. лет, то есть определённые процессы в самом климате автоматически создают эффект циклов в 100 тыс. лет, так же как колокол имеет определённый присущий ему тон, т.е. частоту собственных колебаний. Противники этой гипотезы отмечают, что такой резонанс должен был бы развиться всего один миллион лет назад, поскольку периодичность в 100 тыс. лет была очень слабой или даже не существовала в течение двух миллионов лет, предшествующих последнему миллиону. Однако такое развитие в принципе возможно — в качестве его причины предполагается изменение скорости дрейфа континентов и расширения дна океанов. Свободная осцилляция компонентов земной системы также рассматривалась как причина, однако слишком мало земных систем имеют тепловую инерцию на шкале в тысячи лет для того, чтобы произошла аккумуляция любых долгосрочных изменений. Проблема 100 000 лет исследовалась Хосе Риалом, Джейсунг В и Элизабет Райшман, которые нашли, что синхронизация типа «ведущий-подчиненный» между естественными частотами климатических систем и влиянием эксцентриситета орбиты положила начало ледниковых периодов длительностью 100 тыс. лет в позднем плейстоцене и объясняет их значительную амплитуду. Однако приведенные выше объяснения резонанса, несколько упрощены, т.к. считают климатическую систему линейной, что не соответствует действительности.

### Нутация

Эффект нутации может, в сочетании с прецессией, усиливаться наклоном орбиты. Диаграмма показывает, что наклон орбиты меняется от 22,1° до 24,5°

Наклон орбиты Земли меняется с периодичностью около 100 тыс. лет, а периоды эксцентриситета длительностью 95 и 125 тыс. лет могут взаимодействовать, создавая эффект 108 тыс. лет. Хотя возможно, что менее выраженная и как правило, не учитываемая нутация имеет глубокое влияние на климат, эксцентриситет лишь незначительно изменяет инсоляцию — изменение в 1-2 % от вызванных циклами прецессии с периодом 21 000 лет и наклона оси периодом 41 000 лет. Такой значительный эффект от наклона был бы непропорционально большим по сравнению с другими циклами. Одним из механизмов, которые могут служить причиной климатических изменений, является прохождение Земли через регионы космической пыли. Во время движения Земли по эксцентрической орбите, она периодически проходит сквозь облака космической пыли, которые частично снижают уровень инсоляции, притеняя Землю от Солнца. В таком сценарии избыток изотопа 3He, образовавшегося в процессе распада газов в верхней части атмосферы под воздействием солнечных лучей, должен уменьшаться — и начальные исследования действительно нашли такое снижение избытка 3He. Однако идея о таком влиянии наклона орбиты в настоящее время отвергнута. Но до сих пор существует возможность, что цикл эксцентриситета длительностью около 100 тыс. лет выступает «поводырем» системы, увеличивая эффект циклов прецессии и нутации в ключевые моменты. Таким образом достаточно малым влиянием выталкивая систему с локально стабильного состояния и запуская фазу быстрого таяния льдов.

### Прецессионный цикл

Прецессионные циклы могут быть причиной эффекта 100 000 лет.

Похожая гипотеза считает ответственным за эффект прецессионный цикл длительностью 21 636 лет. Ледниковые периоды характеризуются медленным накоплением льда, за которым следует довольно быстрая фаза таяния. Считается возможным накопление льда в течение нескольких (4-5) прецессионных циклов, который затем тает только после последнего из них.

### Флуктуация яркости Солнца
Механизм, который может быть ответственен за периодическую флуктуацию яркости Солнца, был предложен и для объяснения проблемы 100 000 лет. Диффузные волны внутри Солнца могут быть смоделированы таким образом, что они объясняют климатические изменения, наблюдаемые на Земле. Однако сигнал от 3He вероятно противоречит этой гипотезе.

### Противостояние фотосинтеза на суше и в океанах

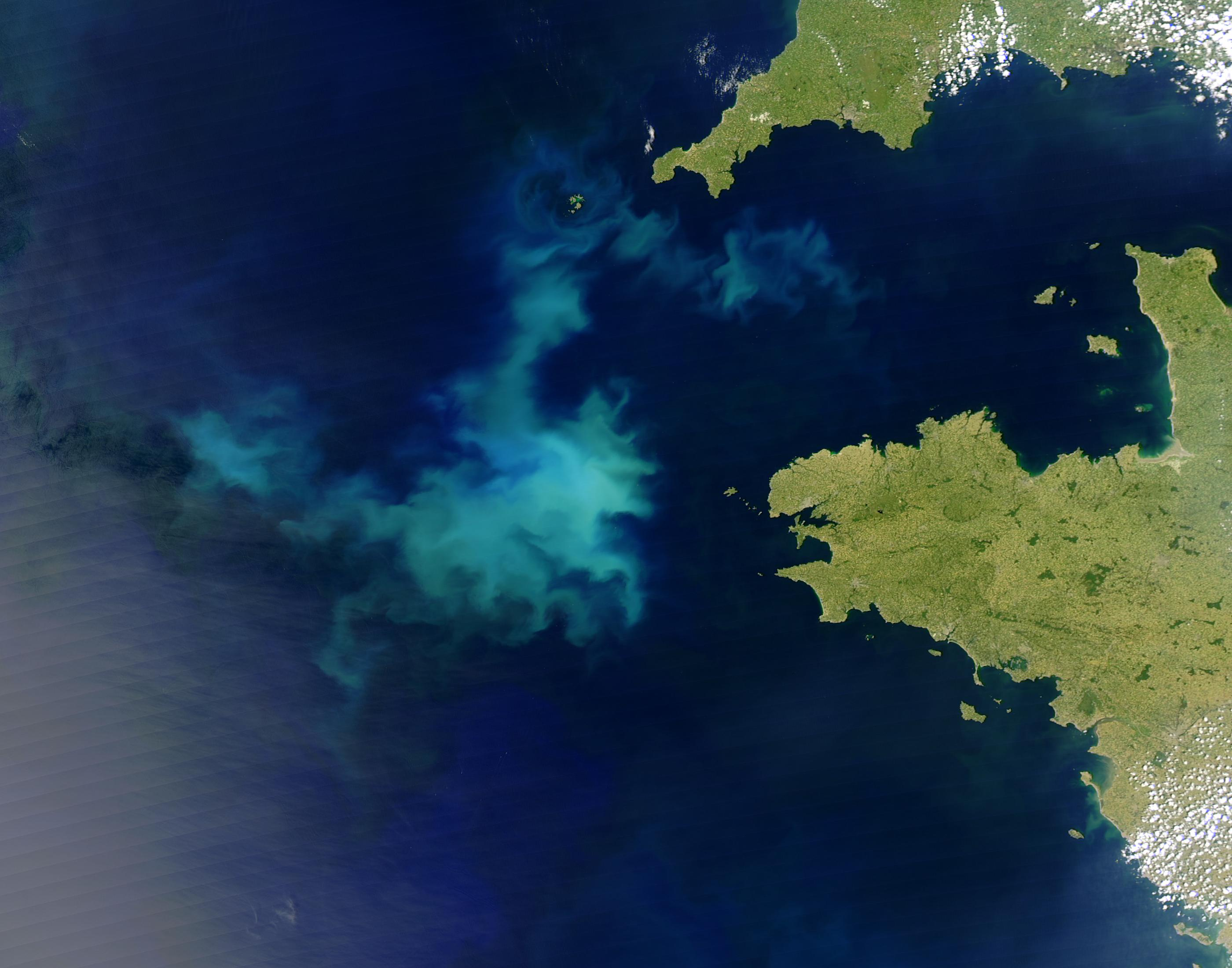
Цветение воды. Относительная важность производителей фотосинтеза на суше и в океане может меняться с периодичностью 100 000 лет.

Эффект Доула описывает связь трендов в δ18O с трендами относительной важности производителей фотосинтеза на суше и в океане. Такие изменения являются возможной причиной феномена.

### Дальнейшие исследования
Получение данных высокого разрешения из ледяных кернов, которые охватывают период более 1 миллиона лет назад, в рамках действующего проекта ЕПДККА (англ. EPICA) поможет выяснить больше об этой проблеме. Новый высокоточный метод датировки, разработанный командой проекта позволяет лучше устанавливать корреляцию между различными факторами влияния и предоставляет хронологию по ледяным кернам с большей временной точностью. Это в свою очередь поддерживает традиционную гипотезу Миланковича, что долговременные изменения климата по большей части обусловлены изменением инсоляции северного полушария. Установление этим методом «ведущих» и «отстающих» компонентов орбитального влияния выявляет прямое влияние инсоляции на соотношение азот-кислород в пузырьках воздуха в ледяных кернах — в целом значительный шаг в подтверждении гипотезы Миланковича.